# إنسانيات (فلم هندي 1994)
إنسانيات (بالهندية: इंसानियत) (بالإنجليزية: Insaniyat) هو فيلم أكشن وإثارة هندي باللغة الهندية عام 1994 من إخراج رامانجيت جونيجا. الفيلم يضم طاقم الممثلين أميتاب باتشان، سوني ديول، شانكي باندي، جايا برادا، رافينا تاندون، أنوبام خير، بريم شوبرا، شافي انمدار وفي مظاهر بعد وفاته نوتان وفينود ميهرا.
تم إطلاق الفيلم في عام 1988، لكنه واجه العديد من التأخيرات بسبب مشاكل الإنتاج. توفي كل من فينود ميهرا ونوتان في عامي 1990 و1991 على التوالي، على الرغم من أنهما كانا قد انتهيا من تصوير مشاهدهما في وقت سابق. تم إصدار الفيلم أخيرًا في 11 مارس 1994. بحلول وقت إصدار الفيلم، كان باتشان قد دخل في شبه تقاعد بعد إصدار فيلم الله هو الشاهد (1992) وتم الاستشهاد به باعتباره آخر فيلم لباتشان. عند إصداره، تلقى مراجعات سلبية من النقاد وكان أكبر افتتاح لهذا العام، لكنه انهار بسبب المراجعات السلبية.  في النهاية انتهى الفيلم بمتوسط إيرادات بلغ 12 مليون دولار أمريكي في عام 1994.

## حبكة
يقتحم آس آس بي أمار ناث سينغ قلعة المجرم غوغا ويضربه ويعتقله. بالمناسبة، كان جوجا هو المسؤول عن انفصال أمار عن والديه هارديال وشانتي ديفي. يأخذه إلى مقر الشرطة حيث ينتحر. ولكنه يكتشف أن جوجا لديه ابن اسمه بريجبان وهو الآن مجرم بارز يعمل معه عدد من ضباط الشرطة وضباط الجيش الهندي لنشر الإرهاب في الهند. بالإضافة إلى ذلك، احتفظ بريجبان بحبيب طفولة أمار، شالو، في أسره كعشيقته. ولإيقافهم، يقرر عمار توحيد اثنين من العصابات المتحاربة كريم وهاريهان اللذان يتخاصمان باستمرار مع بعضهما البعض بسبب خلفياتهما الدينية المختلفة. كلاهما يعتبران عمار أخاهما الأكبر. وهم أيضًا متورطون في علاقاتهم الرومانسية مع سالما ورادا.
تمكن أحد المراسلين من الحصول على بعض الأدلة التي تثبت تواطؤ بعض ضباط الجيش مع بريجبان. ردًا على ذلك، أرسل بريجبان رجاله ليقتلوه. وقد شهد ناندو على جريمة القتل. وبالمناسبة، ناندو هو الابن الآخر لشانتي ديفي، والدة أمار المفقودة منذ فترة طويلة. دون أن يعلم، يلتقيه عمار في منزله ويتمكن من إقناعه بالشهادة. كما أنه يستغل الحماية الشرطية المطلوبة لناندو. ومع كل هذا، قُتل ناندو على يد رجال بريجبان في طريقه إلى المحكمة. شانتي ديفي توبخ أمار بسبب فشله في حمايته. غاضبًا من هذا والاستهزاءات المستمرة من المجرمين، أطلق عمار النار عليهم وقتلهم أمام الجميع. يستسلم ويُقدم للمحاكمة. وفي المحكمة يعترف بجريمته ويحكم عليه بالإعدام شنقًا. يتمكن هذا الحدث من جمع كريم وهاري معًا. إنهم ينسون كل خلافاتهم ويقررون مواصلة المعركة بين الوطنيين والإرهابيين. يتمكنون من الاستيلاء على ضابط الشرطة الفاسد لوتارام الذي يتقاضى راتبًا من بريجبان، ويستخرجون الكثير من المعلومات المتعلقة بخطط بريجبان لنشر الإرهاب. في الوقت نفسه، تكتشف شانتي ديفي أن أمار هو في الواقع ابنها المفقود منذ فترة طويلة، وتذهب لمقابلته في السجن. وفي الوقت نفسه أيضًا، يتمكن شالو من الهروب من أسر بريجبان. تلتقي بعمار في السجن، ويلتقي العشاق الذين فقدوهم منذ زمن طويل في لقاء عاطفي. ومع ذلك، يتمكن بريجبان، متنكرًا، من القبض على شالو مرة أخرى.
في الوقت الذي كان يتم فيه نقل أمار إلى المشنقة ليتم شنقه، تناولت شالو السم بعد أن فقدت كل أمل في أن تكون مع أمار. بعد أن توقع هذا الأمر بطريقة ما، نجح عمار في الهروب بشكل درامي من المشنقة واختبأ. في الطريق، يلتقي بأخته الصغيرة موني، التي فقدت توازنها العقلي وأصبحت مجنونة بسبب الأحداث الأخيرة. كريم وهاري يغزون قلعة بريجبان ويبدآن في تدميرها. تستخدم سلمى نفسها كطعم لاصطياد ضابط كبير في الجيش، فيقتله كريم. يبدأ تأثير السم في الظهور عندما ينهار شالو أثناء رقصه لبريجبان. تبدأ شانتي ديفي بضرب الطبل بجنون لإرضاء بريجبان.
في نفس الوقت، يصل عمار مع موني، ويحدث قتال كامل. تم قتل العديد من الارهابيين. عند رؤية هذا، أطلق بريجبان الغاضب النار على شانتي ديفي، لكن أمار دخل بينهما وتم إطلاق النار عليه. بريجبان يختطف موني ويهرب. يطارد عمار، وفي أثناء ذلك يتعرض لإطلاق نار عدة مرات أخرى. ومع ذلك، ينجح في اللحاق بها، وينقذ موني. يعيد بريجبان إلى قلعته ويتركه ليُقتل على يد كريم وهاري. بريجبان يلتقي نهايته على يد الثنائي.
انهار عمار بسبب جروحه. تتوسل إليه شانتي ديفي ألا يموت، لأنها فقدت ابنًا من قبل. ويؤكد لها أن كريم وهاري سوف يعتنيان بها. ثم يتحرك أمار نحو شالو المحتضر، ويتنفس كل عاشق أنفاسه الأخيرة بين أحضان الآخر، مع ظهور شارة النهاية.

## طاقم التمثيل
- أميتاب باتشان في دور SSP أمار ناث سينغ
- ساني ديول في دور كريم لالا
- تشانكي بانداي في دور هاريهران
- أفتاب شيفداساني في دور الشاب عمار ناث سينغ
- جايا برادا في دور شالو المعروف أيضًا باسم تشامباباي
- رافينا تاندون في دور سالما
- فينود ميهرا في دور ناندو
- نوتان في دور شانتي ديفي
- أنوبام خير في دور بريجبان
- سونام في دور رادها
- بريم شوبرا في دور مفتش الشرطة لوتارام
- ألوك ناث بدور هاردايال (والد عمار)
- شافي إنامدار في دور مفوض الشرطة شافي
- ساداشيف أمرابوركار في دور ديسباندي
- بالافي جوشي في دور موني (أخت ناندو/عمار)
- جوجا كابور في دور جوجا
- راكيش بيدي في دور الجثة

## الموسيقى التصويرية
تم تأليف نتيجة الفيلم بواسطة لويس بانكس. قام راجيش روشان بتأليف أغاني الألبوم ومجموعة ضخمة من المطربين مثل لاتا مانجيشكار، آشا بوسل، سادهانا سرغام، محمد عزيز، شابير كومار، أنور، أنورادا بودوال، سابنا موخيرجي، سوديش بوسل، فيبين ساشديف، أوديت نارايان، كومار سانو، مانجال سينغ و بادميني روي.

### قائمة المسار
| #   | عنوان                                                | المدة |
| --- | ---------------------------------------------------- | ----- |
| 1.  | "ساثي تيرا بيار (شريك حبك)" (دويتو)                  | 4:34  |
| 2.  | "لال كاجاري ني"                                      | 5:32  |
| 3.  | "ساري لادكي كاري تو (إذا كان كل الأولاد يفعلون ذلك)" | 6:25  |
| 4.  | "ميري ديل مين تو (أنت في قلبي)"                      | 7:30  |
| 5.  | "ساثي تيرا بيار (شريك حبك)" (أنثى)                   | 3:36  |
| 6.  | "هاولي هاولي (ببطء) - الجزء 1"                       | 7:04  |
| 7.  | "ماين نصيب هون (أنا محظوظ)"                          | 6:07  |
| 8.  | "ساثي تيرا بيار (شريك حبك)" (ذكر)                    | 2:34  |
| 9.  | "هاولي هاولي (ببطء) - الجزء 2"                       | 2:52  |
| 10. | "كودي هو جايي (قفز)"                                 | 5:30  |

## روابط خارجية
- مقالات تستعمل روابط فنية بلا صلة مع ويكي بيانات